# Kisaran Naga
Kisaran Naga is een bestuurslaag in het regentschap Asahan van de provincie Noord-Sumatra, Indonesië. Kisaran Naga telt 6133 inwoners (volkstelling 2010).